# Rouvres (Calvados)
Pour les articles homonymes, voir Rouvres.
Rouvres est une commune française, située dans le département du Calvados en région Normandie, peuplée de 222 habitants.

## Géographie
La commune de Rouvres est traversée par le Laizon. Long de 39 km, il prend sa source à Saint-Pierre-Canivet et conflue avec la Dives à Cléville. Autrefois, son lit était large et son débit important. Sa traversée ne pouvait se faire que par des gués. Ce n'est que vers 1850 que le pont actuel a été construit à l'emplacement de l'ancien gué (époque de la construction de la route Falaise - Argences). Autrefois, le Laizon faisait mouvoir de nombreux moulins qui produisaient de l'huile de colza, dont deux à Rouvres (le petit et le grand moulin).
Au cours des bombardements de 1944, le pont du Laizon ayant sauté, les Alliés établirent immédiatement trois ponts de fer. Le premier dans la propriété Charpentier vers le Logis, le second sur l'emplacement de l'ancien et le troisième vers les propriétés Latour et Hervieu. Sur ces ponts passaient chaque jour des milliers de véhicules qui montaient et descendaient du front.

### Hydrographie
La commune est située dans le bassin Seine-Normandie. Elle est drainée par le Laizon et divers autres petits cours d'eau,.
Le Laizon, d'une longueur de 39 km, prend sa source dans la commune de Villers-Canivet et se jette  dans la Dives à Saint-Ouen-du-Mesnil-Oger, après avoir traversé 16 communes. 

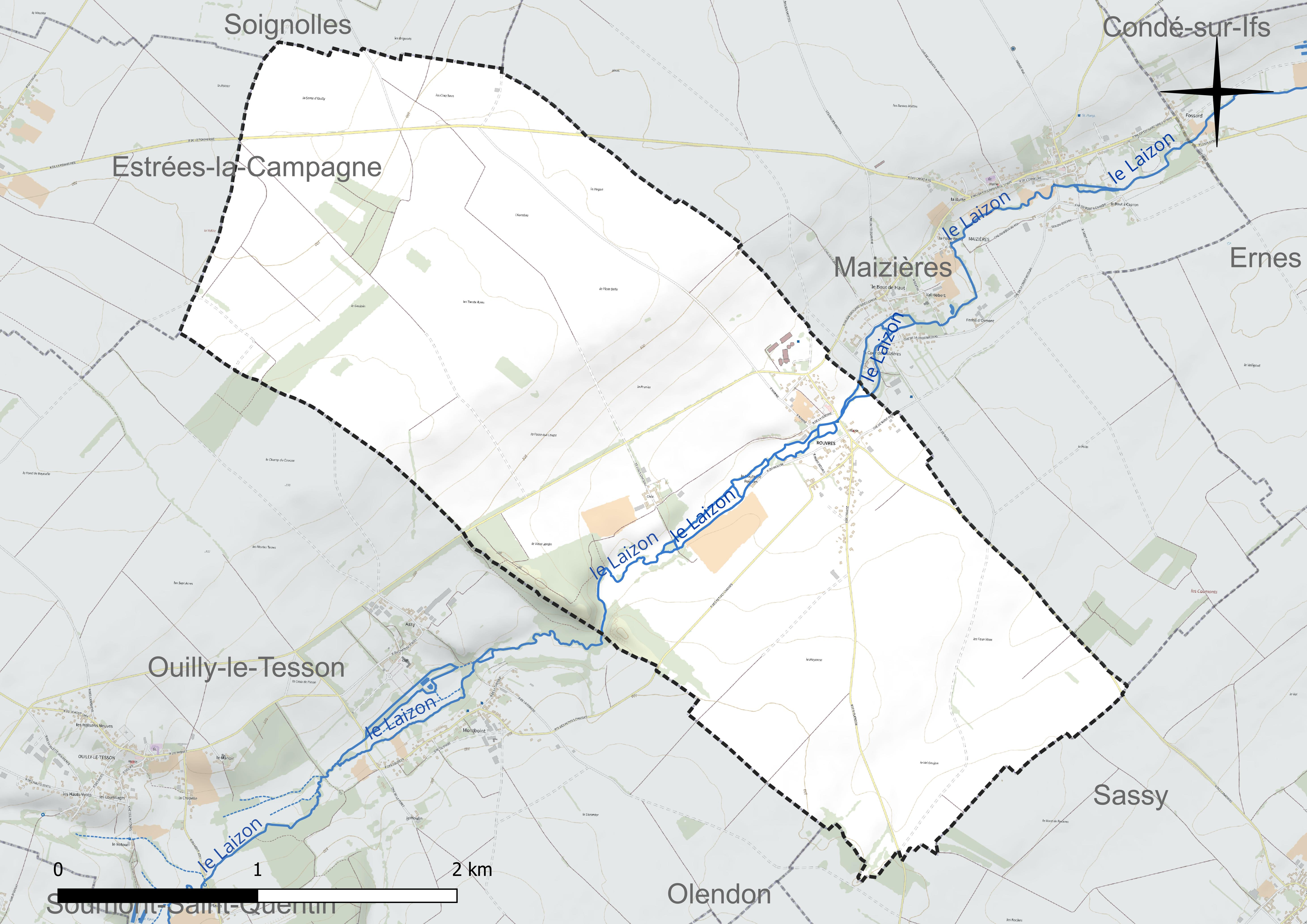
Réseau hydrographique de Rouvres.

### Climat
Pour des articles plus généraux, voir Climat de la Normandie et Climat du Calvados.
En 2010, le climat de la commune est de type climat océanique altéré, selon une étude du CNRS s'appuyant sur une série de données couvrant la période 1971-2000. En 2020, Météo-France publie une typologie des climats de la France métropolitaine dans laquelle la commune est exposée à un climat océanique et est dans la région climatique  Normandie (Cotentin, Orne), caractérisée par une pluviométrie relativement élevée (850 mm/a) et un été frais (15,5 °C) et venté. Parallèlement le GIEC normand, un groupe régional d'experts sur le climat, différencie quant à lui, dans une étude de 2020, trois grands types de climats pour la région Normandie, nuancés à une échelle plus fine par les facteurs géographiques locaux. La commune est, selon ce zonage, exposée à un « climat des plateaux abrités », correspondant à la plaine agricole de Caen à Falaise, sous le vent des collines de Normandie et proche de la mer, se caractérisant par une pluviométrie et des contraintes thermiques modérées.
Pour la période 1971-2000, la température annuelle moyenne est de 10,8 °C, avec  une amplitude thermique annuelle de 12,8 °C. Le cumul annuel moyen de précipitations est de 708 mm, avec 11,7 jours de précipitations en janvier et 7,6 jours en juillet. Pour la période 1991-2020, la température moyenne annuelle observée sur la station météorologique la plus proche, située sur la commune de Saint-Sylvain à 7 km à vol d'oiseau, est de 11,5 °C et le cumul annuel moyen de précipitations est de 681,2 mm,. Pour l'avenir, les paramètres climatiques de la commune estimés pour 2050 selon différents scénarios d'émission de gaz à effet de serre sont consultables sur un site dédié publié par Météo-France en novembre 2022.

## Urbanisme

### Typologie
Au 1er janvier 2024, Rouvres est catégorisée commune rurale à habitat dispersé, selon la nouvelle grille communale de densité à 7 niveaux définie par l'Insee en 2022.
Elle est située hors unité urbaine. Par ailleurs la commune fait partie de l'aire d'attraction de Caen, dont elle est une commune de la couronne,. Cette aire, qui regroupe 296 communes, est catégorisée dans les aires de 200 000 à moins de 700 000 habitants,.

### Occupation des sols
L'occupation des sols de la commune, telle qu'elle ressort de la base de données européenne d'occupation biophysique des sols Corine Land Cover (CLC), est marquée par l'importance des territoires agricoles (90,5 % en 2018), une proportion identique à celle de 1990 (90,5 %). La répartition détaillée en 2018 est la suivante :
terres arables (86,9 %), forêts (5,9 %), zones urbanisées (3,6 %), prairies (2,9 %), zones agricoles hétérogènes (0,7 %). L'évolution de l'occupation des sols de la commune et de ses infrastructures peut être observée sur les différentes représentations cartographiques du territoire : la carte de Cassini (XVIIIe siècle), la carte d'état-major (1820-1866) et les cartes ou photos aériennes de l'IGN pour la période actuelle (1950 à aujourd'hui).

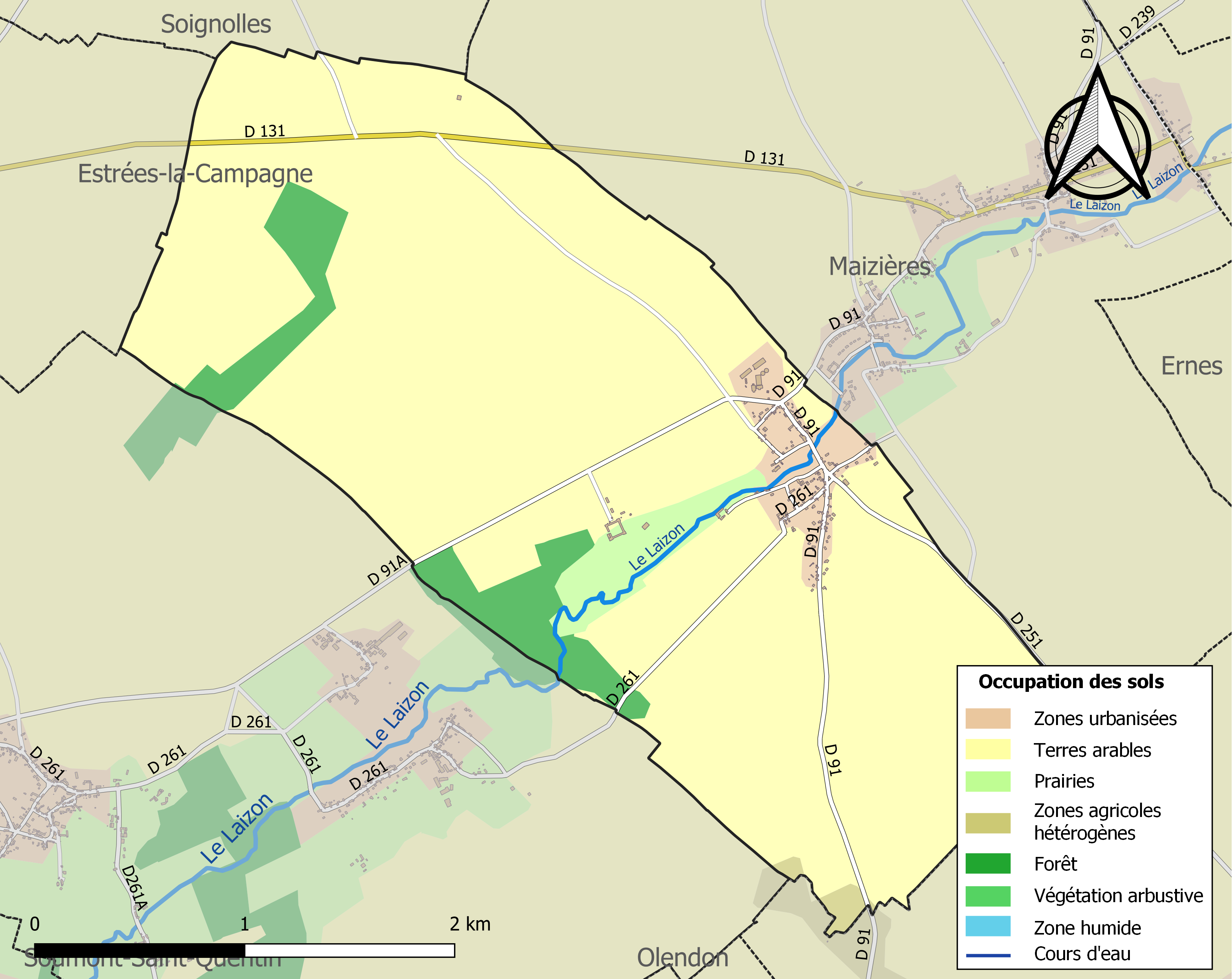
Carte des infrastructures et de l'occupation des sols de la commune en 2018 (CLC).

## Toponymie
Le nom de la localité est attesté sous les formes Rovres 1086 et Rouvres en 1172.
Pluriel de l'oïl rouvre, « chênes rouvres ».

## Histoire
(août 2014).
Dans les temps primitifs, le village de Rouvres se composait de quelques huttes ou cabanes en bois et en terre, bâties sur les deux rives du Laizon à proximité du gué permettant le passage de la rivière. Cette petite agglomération était perdue au milieu des bois où dominait le chêne ; c'est sans doute son ancienne situation agreste qui l'a fait dénommer ainsi. À cette époque, les chemins n'existaient pas, à peine quelques sentiers mal frayés permettaient-ils de se rendre d'un lieu à un autre. Les terres arables peu nombreuses et mal cultivées ne produisaient presque rien et les récoltes très médiocres ne suffisaient pas à la nourriture de ses habitants. Cependant l'orge, le blé et l'avoine croissaient presque sans soin, au bord de la rivière, mais nos ancêtres préféraient à toute autre chose la chasse et la pêche et se souciaient fort peu de l'agriculture. Avec la peau des animaux qu'ils avaient tués ils se confectionnaient des couvertures, des vêtements, des chaussures dont ils s'entouraient les pieds et les jambes et qu'ils serraient avec deux bandelettes croisées. Comme religion, ils avaient adopté le culte des druides.
De l'an 58 à 50 av. J.-C., Jules César, conquit la Gaule malgré la résistance de Vercingétorix. Dans cette région, les Romains établirent de nombreux camps, celui de Soumont-Saint-Quentin est le plus proche (il était situé près du tombeau de Marie Joly). D'autres camps furent créés à Escures-sur-Favières, à Bissières, à La Hoguette, à Montviette, etc. De nombreuses voies les relièrent et deux au moins passaient par Rouvres. La première reliait le camp de Saint-Quentin à ceux d'Escures-sur-Favières et de Bissières en passant au chevet de l'église de Percy. Une autre traversait la commune sur sa plus grande longueur, il en reste encore aujourd'hui un tronçon qui se dirige en ligne droit sur l'église de Cauvicourt, connue sous le nom de chemin Haussé. C'est même cette voie qui donne son nom à l'église d'Estrées-la-Campagne dont elle traverse le territoire (Strata In Campana, c'est-à-dire « voie stratégique à travers la campagne »).
Puis vint la grande invasion du commencement du Ve siècle, les Francs, les Burgondes, les Wisigoths, chassèrent les Romains de la Gaule et s'y établirent enfin, les premiers en restèrent définitivement maîtres.
Au IXe siècle, une autre invasion vint ruiner la contrée. Les hommes du Nord ou Normands arrivèrent par l'embouchure de la Dives jusqu'au cœur du pays qu'ils ravagèrent et mirent à feu et à sang jusqu'au jour où ils s'y établirent définitivement.

### La paroisse de Rouvres
Sous l'Ancien Régime, Rouvres était une paroisse du diocèse de Séez, faisant partie de l'archidiocèse d'Exmes. La cure de Rouvres se divisait en deux portions jusqu'en 1660, et fut administrée par deux curés. La réunion fut réalisée par François Rouxel de Médavy, évêque de Séez le 10 août 1660, sur la requête de Jacques de Marguerit, écuyer, seigneur et patron de Rouvres, Soignolles et autres terres : « Attendu que les revenus des deux portions n'étaient pas suffisant[s] pour l'entretien des deux curés, mais tout au plus pour un seul, qu'il n'y a qu'un seul presbytère et que le nombre de paroissiens est très médiocre ».
L'histoire de la paroisse peut aider à résoudre l'énigme architecturale posée par l'église de Rouvres, composée en fait de deux églises incomplètes, accolées l'une à l'autre.
Quelques curés de la paroisse :
- l'abbé Lerebourg, qui fut mobilisé pendant la Première Guerre mondiale ;
- l'abbé Duret, enfant de Rouvres et prêtre, était venu se retirer dans sa commune natale pour raisons de santé, et dut desservir la paroisse pendant l'absence de l'abbé Lerebourg ;
- l'abbé Bousso fut arrêté le 2 juin 1944, et fusillé le 6 juin 1944 à la prison de Caen (son corps n'a jamais été retrouvé) ;
- l'abbé Vallée (1942) originaire de Perrières, remplace l'abbé Bousso ;
- l'abbé Douté (décembre 1944) : curé d'Ouilly-le-Tesson, desservant Rouvres. Il était auparavant vicaire de la paroisse Sainte-Trinité de Falaise.

### Bataille de Normandie

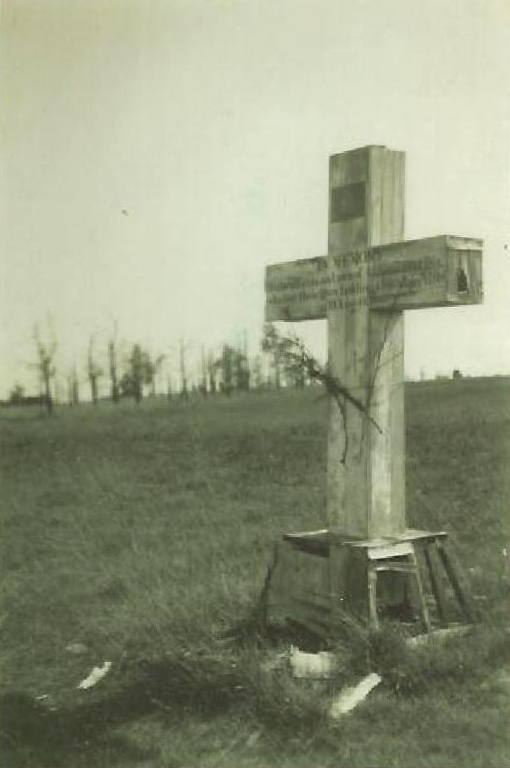
Premier monument érigé après la Libération.

Souhaitant avancer vers les Américains qui s'approchaient du Mans, l'objectif de Montgomery est d'atteindre Falaise par une puissante poussée en colonnes avec Caen comme tremplin. L'opération porte le nom de Totalize est confiée au jeune (40 ans) lieutenant-général Guy Simonds commandant le IIe Canadien Corps. L'opération fut déclenchée dans la nuit du 7 au 8 août. La 51e DI avançait rapidement vers le sud, et la deuxième DI canadienne dépassa ses objectifs, prit Rocquancourt et Bretteville-sur-Laize au prix de pertes « raisonnables ». Les lignes allemandes étaient alors enfoncées et les deux divisions pouvaient entrer en piste.
Néanmoins, à midi du 8 août, la situation avait évolué très défavorablement. La nuit qui permettait de réduire l'avantage des blindés allemands s'était estompée, offrant les troupes alliées comme sur un plateau aux observateurs ennemis. Sur le front, les DI allemandes sont renforcées par l'arrivée de la Hitlerjugend. L'effort canadien avait essentiellement porté sur le flanc droit, à l'ouest de la route Caen - Falaise, négligeant les hauteurs à l'est, et enfin le bombardement aérien qui devait précéder l'assaut fut très peu réussi occasionnant quelques dizaines de pertes à l'arrière de la division. Aussi, lorsque les chars d'assaut se mirent en marche dans la plaine, ils furent rapidement pris à partie par les canons des chars et des flak allemands.
Souhaitant retrouver l'initiative après cet après-midi décevant du 8 août, Kitching, commandant la 4e DB canadienne, prépara une attaque nocturne. Pour cela, il forma deux groupes : la force Halpenny devait attaquer Bretteville-le-Rabet, la force Worthington] visait la cote 195 (vers Fontaine-le-Pin). Progressant dans l'obscurité, Worthington n'atteignit pas la cote 195 mais la cote 140 (entre Rouvres et Estrées-la-Campagne) en plein milieu des lignes de la Hitlerjugend. Au matin du 9 août, les Canadiens furent encerclés par les Panzer et les Tiger allemands, puis bombardés par erreur par leur propre aviation. Ce n'est qu'au soir qu'une charge du 1er Régiment polonais atteignit les survivants canadiens et leur permit de revenir vers les troupes alliées. Ils laissaient sur la cote 140 : 47 chars et 240 hommes. Une croix érigée à cet endroit rappelle ces durs combats accompagnés de lourdes pertes humaines.
La commune est décorée de la Croix de guerre 1939-1945 par décret du 11 novembre 1948.

## Politique et administration
| Période                                  | Période    | Identité           | Étiquette | Qualité      |
| ---------------------------------------- | ---------- | ------------------ | --------- | ------------ |
|                                          | mai 1892   | M. Noël            |           |              |
| mai 1892                                 | mars 1895  | M. Hervieu         |           |              |
| janvier 1896                             |            | M. Miette          |           |              |
| mai 1896                                 | 1953       | Marc-Émile Robine  |           |              |
| mai 1953                                 | 1973       | Louis Charpentier  |           |              |
| décembre 1973                            | ?          | Georges Thuret     |           |              |
| ?                                        | ?          | Odette Charpentier |           |              |
| 1983                                     | avril 2014 | Claudine Ragot     | SE        | Enseignante  |
| avril 2014                               | En cours   | Marie-Noëlle Marc  | SE        | Agricultrice |
| Les données manquantes sont à compléter. |            |                    |           |              |

## Démographie
L'évolution du nombre d'habitants est connue à travers les recensements de la population effectués dans la commune depuis 1793. Pour les communes de moins de 10 000 habitants, une enquête de recensement portant sur toute la population est réalisée tous les cinq ans, les populations de référence des années intermédiaires étant quant à elles estimées par interpolation ou extrapolation. Pour la commune, le premier recensement exhaustif entrant dans le cadre du nouveau dispositif a été réalisé en 2008.
En 2022, la commune comptait 222 habitants, en évolution de +2,78 % par rapport à 2016 (Calvados : +1,58 %, France hors Mayotte : +2,11 %).
| 1793 | 1800 | 1806 | 1821 | 1831 | 1836 | 1841 | 1846 | 1851 |
| ---- | ---- | ---- | ---- | ---- | ---- | ---- | ---- | ---- |
| 318  | 298  | 335  | 319  | 333  | 312  | 334  | 319  | 327  |

| 1856 | 1861 | 1866 | 1872 | 1876 | 1881 | 1886 | 1891 | 1896 |
| ---- | ---- | ---- | ---- | ---- | ---- | ---- | ---- | ---- |
| 292  | 308  | 302  | 282  | 281  | 274  | 270  | 255  | 245  |

| 1901 | 1906 | 1911 | 1921 | 1926 | 1931 | 1936 | 1946 | 1954 |
| ---- | ---- | ---- | ---- | ---- | ---- | ---- | ---- | ---- |
| 210  | 216  | 200  | 174  | 168  | 185  | 166  | 126  | 170  |

| 1962 | 1968 | 1975 | 1982 | 1990 | 1999 | 2006 | 2008 | 2013 |
| ---- | ---- | ---- | ---- | ---- | ---- | ---- | ---- | ---- |
| 218  | 215  | 194  | 173  | 179  | 197  | 212  | 216  | 213  |

| 2018 | 2022 | - | - | - | - | - | - | - |
| ---- | ---- | - | - | - | - | - | - | - |
| 221  | 222  | - | - | - | - | - | - | - |

## Lieux et monuments
- Le Chemin Haussé est une voie romaine, appelée également « Chemin du Duc Guillaume », dont le trajet parcourt la commune[28].
- L'ancien château, connu sous le nom du logis de Rouvres (ou la Grande Ferme de Rouvres), est une construction qui remonte à la première moitié du XVIIe siècle. Il forme un carré avec une cour au centre. Deux grandes portes surmontées de pavillons carrés se correspondent aux deux extrémités de la cour. Au-dessous du rez-de-chaussée, des galeries voûtées font le tour du château, l'enceinte était entourée de larges douves[29].  Inscrit MH (1933).
- L'église de l'Assomption-de-Notre-Dame de Rouvres est classée au titre des monuments historiques par arrêté du 7 avril 1879[30]